# رولون گاردنر
رولون گاردنر (به انگلیسی: Rulon Gardner؛ زادهٔ ۱۶ اوت ۱۹۷۱) کشتی‌گیر بازنشستهٔ اهل ایالات متحده آمریکا است که در دستهٔ وزنی فوق سنگین کشتی فرنگی رقابت می‌کرد. گاردنر برندهٔ یک مدال طلا و یک برنز بازی‌های المپیک (۲۰۰۰، ۲۰۰۴) و یک مدال طلا مسابقات قهرمانی کشتی جهان (۲۰۰۱) است.

## فعالیت حرفه‌ای
گاردنر در المپیک ۲۰۰۰ سیدنی، عمران عیاری از تونس را ۷–۲، هایکاز گالستیان ارمنی را ۶–۰ و جوزپه گیونتا از ایتالیا را هم ۲–۱ شکست داد. او سپس در نیمه‌نهایی از یوری اوسیچیک از اسرائیل ۳ بر ۲ پیروز شد. در فینال گاردنر تنها شکست دوران حرفه‌ای الکساندر کارلین اسطورهٔ روسیه‌ای را رقم زد و با پنج پیروزی به مدال طلای المپیک رسید.
در المپیک ۲۰۰۴ آتن، او ابتدا مینداوگاس میزیگایتیس از لیتوانی را ۳–۰ شکست داد و سپس سرگی موریکو بلغارستانی را در یک رقابت نزدیک ۱–۱ برد. گاردنر در مرحلهٔ بعدی بر مارک میلکولسکی از لهستان ۳–۰  پیروز شد اما در نیمه‌نهایی با نتیجهٔ ۱–۴ به گئورگی سورتسومیا از قزاقستان باخت و درنهایت در دیدار رده‌بندی با پیروزی ۳–۰ بر سجاد برزی ایرانی مدال برنز را کسب کرد.